# 木脇祐秀
木脇 祐秀（きのわき すけひで）は、安土桃山時代から江戸時代初期にかけての武将。島津氏の家臣。

## 生涯
身の丈8尺（2m強）の大男で、長刀を振り回したことから「今弁慶」と異名された。
主君・島津義弘に従い文禄・慶長の役に従軍。その慶長3年（1598年）11月18日の海戦の際に、祐秀は敵の番船から番船に飛び移って敵を斬りまくった。最後に義弘の御座船に飛び移り掛けた際に朝鮮軍の弓に当たり海に射落とされたものの、船頭から櫓を差し出され救助されている。なお、祐秀の長刀は、この時の奮戦により帰国後に伏見にて賜ったものである。
慶長4年（1599年）の庄内の乱にて兄の祐吉が討ち死にすると、祐秀が木脇家の家督を継いだ。
慶長5年（1600年）に関ヶ原の戦いが起こると一番に駆け付け義弘に従う。その退却戦の際に後醍院宗重と共に殿軍を務め、また伊賀国の信楽まで退いたときには、義弘を密かに射殺そうとしている法師が居る事を逸早く察知して走り寄り、弓を奪い取ってこの法師を生け捕りにした。これらの功により、祐秀は帰国後に50石を加増されている。
元和5年（1619年）に義弘が死去すると殉死禁止令下にもかかわらず、同年8月16日に加治木の実窓院川原にて他の12名の者と共に殉死した。法名は「心叟了伝居士」。

## 逸話
- 上述の朝鮮での海戦、露梁海戦で負傷した際に義弘が自ら傷口に薬を塗ってくれたことに感激し、絶対的な忠誠を誓ったという。
- 関ヶ原の戦いにおける墨俣の戦いで「島津の今弁慶なり」と名乗り上げて長刀を振りかざし、義弘が「一騎当千の働きぶり」と称賛している。退却時も「小弁慶」と名乗って敵の追撃を退けている。